# Böhmzeil
Böhmzeil ist ein Stadtteil und eine Katastralgemeinde der Stadtgemeinde Gmünd im Bezirk Gmünd in Niederösterreich.

## Geografie

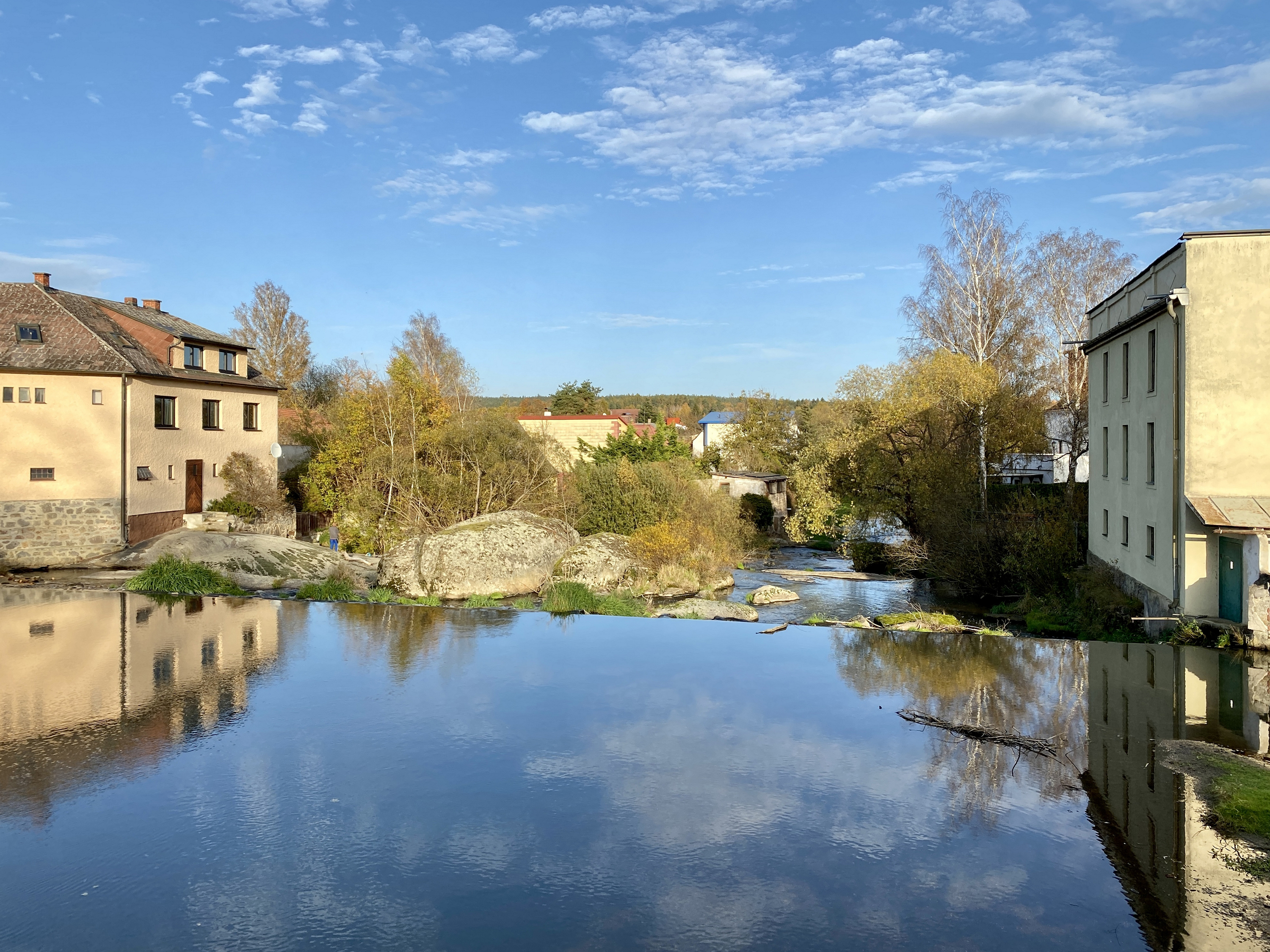
Die Lainsitz, linksseitig Böhmzeil

Der Stadtteil liegt nördlich der Altstadt und stellt das heutige Stadterweiterungsgebiet dar. Die Katastralgemeinde umfasst sämtliche Flächen westlich der Lainsitz.

## Siedlungsentwicklung
Zum Jahreswechsel 1979/1980 befanden sich in der Katastralgemeinde Böhmzeil insgesamt 136 Bauflächen mit 42.763 m² und 87 Gärten auf 31.618 m², 1989/1990 waren es 134 Bauflächen. 1999/2000 war die Zahl der Bauflächen auf 455 angewachsen, und 2009/2010 standen 242 Gebäude auf 639 Bauflächen.

## Geschichte
Im Jahr 1822 wurde der Ort als Dorf mit 53 Häusern genannt, das nach Gmünd eingepfarrt war, wohin auch die Kinder eingeschult wurden. Die Herrschaft Gmünd besaß die Ortsobrigkeit, übte die Landgerichtsbarkeit aus, besorgte die Konskription und hatte die Grundherrschaft inne. Damals war Böhmzeil ein westlich und nördlich von Gmünd liegendes, einzeiliges Straßendorf, das im ausgehenden 19. Jahrhundert um einen großen Bahnhof samt Werkstätten und angrenzenden Siedlungsteilen erweitert wurde. Im Jahr 1919 wurde der westliche Teil mit den Bahnanlagen abgetrennt und der neu entstandenen Tschechoslowakei zugeschlagen, womit dieser Teil von Böhmzeil den Kern von České Velenice bildete. Der nordöstliche Teil verblieb indes bei Österreich.
Laut Adressbuch von Österreich waren im Jahr 1938 in Böhmzeil ein Bäcker, ein Baustoffhändler, ein Fleischer, ein Gärtner, drei Gastwirte, ein Gemischtwarenhändler, eine Landesproduktehändler, ein Maler, eine Schneiderin, zwei Schuster, eine Strickerei, ein Tapezierer und ein Landwirt mit Ab-Hof-Verkauf ansässig.

## Landwirtschaft
Die Katastralgemeinde ist landwirtschaftlich geprägt. 198 Hektar wurden zum Jahreswechsel 1979/1980 landwirtschaftlich genutzt, und 97 Hektar waren forstwirtschaftlich geführte Waldflächen. 1999/2000 wurde auf 170 Hektar Landwirtschaft betrieben und 96 Hektar waren als forstwirtschaftlich genutzte Flächen ausgewiesen. Ende 2018 waren 100 Hektar als landwirtschaftliche Flächen genutzt und Forstwirtschaft wurde auf 95 Hektar betrieben. Die durchschnittliche Bodenklimazahl von Böhmzeil beträgt 20,8 (Stand 2010).